# Sumatra du Nord
Sumatra du Nord ou Sumatra Nord (en indonésien : Sumatera Utara ou Sumatra Utara, parfois abrégé Sumut) est une province d'Indonésie. Elle est située au nord de l'île de Sumatra, à l'ouest de l'Indonésie. Elle est multiethnique, multiculturelle et présente une certaine diversité religieuse. Sa superficie est de 72 981,23 km2 et sa population de 15,5 millions d'habitants en 2023. Sa capitale et plus grande ville est Medan.

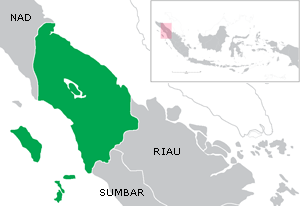
Sumatra du Nord.

## Histoire

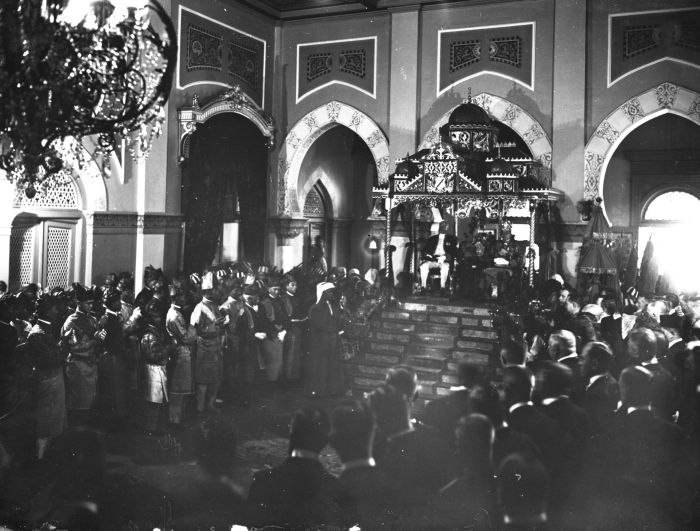
Le gouverneur de l' Oostkust en visite chez le sultan de Deli (vers 1925)

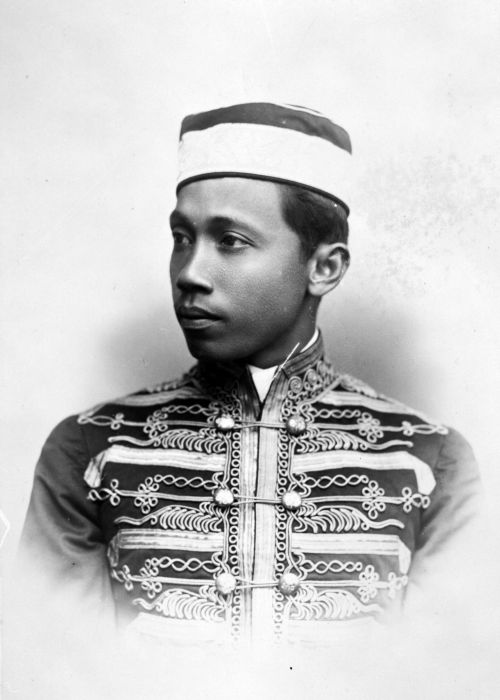
Le sultan de Serdang (vers 1900)

Barus sur la côte nord-ouest de Sumatra est un port connu depuis longtemps comme un lieu d'où provenaient le camphre et le benjoin, attirant des marchands de la Chine au Moyen-Orient. Le géographe grec Ptolémée (90 - 168 apr. J.-C.) mentionne "Barousai". Aux alentours de 250 apr. J.-C., des textes chinois parlent de cette région. La présence d'un évêché chrétien de rite nestorien y est attestée dès le VIIe siècle, celle d'une ligue de marchands tamouls au XIe siècle. Dès fouilles entreprises en 1995 ont révélé des sites datant des IXe – XIe siècles et des XIIIe – XIVe siècles. Barus est mentionné dans liste des quelque 100 "contrées tributaires" du royaume javanais de Majapahit énumérée dans le Nagarakertagama, un poème épique écrit en 1365 sous le règne du roi Hayam Wuruk.

### L'État de Sumatra oriental
Le 8 octobre 1947 est créé, à l'instigation des Hollandais, le Daerah Istimewa Sumatera Timur ("territoire spécial de Sumatra oriental), qui devient le 25 décembre le Negara Sumatera Timur ("État de Sumatra oriental"), rejoint la République des États-Unis d'Indonésie créée le 14 décembre 1949. Il disparaît avec la dissolution le 17 août 1950 de cette dernière.

## Géographie
La province de Sumatra du Nord s'étend entre 1° et 4° de latitude nord et entre 98° et 100° de longitude est. Elle est bordée :
- Au nord par la province d'Aceh,
- À l'est par le détroit de Malacca,
- Au sud, par les provinces de Sumatra occidental et de Riau, et
- À l'ouest par l'océan Indien.

La province contient une longue plaine dans le prolongement du détroit de Malacca sur laquelle se situe la capitale de la province, Medan.
Dans le sud et l'ouest, on trouve des montagnes qui sont dominées par le Lac Toba, formé dans le cratère d'un ancien volcan.
De nombreuses îles dans l'océan Indien font partie de Sumatra du Nord. Les principales sont Nias, Tanah Bala, Tanah Masa et Pini.

## Divisions administratives
La province de Sumatra du Nord comprend 25 kabupaten :
- Asahan (Kisaran)
- Batubara (Limapuluh)
- Dairi (Sidikalang)
- Deli Serdang (Lubukpakam)
- Humbang Hasundutan (Dolok Sanggul)
- Karo (Kabanjahe)
- Labuhan Batu (Rantauprapat)
- Labuhanbatu du Sud (Kota Pinang)
- Labuhanbatu du Nord (Aek Kanopan)
- Langkat (Stabat)
- Mandailing Natal (Penyabungan)
- Nias (Gunungsitoli)
- Nias occidental (Lahomi)
- Nias du Sud (Teluk Dalam)
- Nias du Nord (Lotu)
- Padang Lawas (Sibuhuan)
- Padang Lawas du Nord (Gunung Tua)
- Pakpak occidental (Salak)
- Samosir (Balige)
- Serdang Bedagai (Sei Rampah)
- Simalungun (Pematangsiantar)
- Tapanuli du Sud (Padang Sidempuan)
- Tapanuli central (Sibolga)
- Tapanuli du Nord (Tarutung)
- Toba Samosir (Balige)

et huit kota :
- Binjai
- Gunungsitoli
- Medan
- Padang Sidempuan
- Pematangsiantar
- Sibolga
- Tanjung Balai
- Tebing Tinggi

## Population et société

### Groupes ethniques

#### Natifs
Les batak constituaient 44,75% de la population de la province en 2010. Ils sont le principal groupe ethnique natif de Sumatra du Nord. Le peuple nias, quant à lui, est natif de l'île de Nias et de quelques petites îles voisines. Des malais habitent sur la côte est de Sumatra.

#### Immigrés
Un tiers de la population de Sumatra du Nord est issue de la transmigration, un programme gouvernemental indonésien visant à déplacer des personnes depuis des régions surpeuplées, en l'occurrence Java, vers des régions moins peuplées du pays. Les plus grosses vagues de migration ont eu lieu dans les années 1970. Les javanais constituent aujourd'hui près d'un tiers de la population de la province et des petites minorités banten (0,36%) et soundanaise (0,27%) y sont également présentes. Des minangkabau et des acehnais ont migré depuis les provinces voisines, attirés par l'urbanisation. Il existe également une minorité chinoise concentrée dans les grandes villes et une petite minorité indienne présente notamment à Medan

#### Statistiques
| Groupe ethnique     | Population | %      | Origine               |
| ------------------- | ---------- | ------ | --------------------- |
| Batak               | 5 785 716  | 44,75% | Sumatra               |
| Javanais            | 4 318 756  | 33,40% | Java                  |
| Nias                | 911 820    | 7,05%  | Nias                  |
| Malais              | 773 195    | 5,98%  | Sumatra, Bornéo, etc. |
| Chinois d'Indonésie | 340 320    | 2,63%  | Chine                 |
| Minangkabau         | 333 241    | 2,58%  | Sumatra               |
| Banjar              | 125 707    | 0,97%  | Bornéo                |
| Acehnais            | 124 526    | 0,96%  | Sumatra               |
| Autres              | 217 038    | 1,68%  | -                     |
| Total               | 12 930 319 | 100%   | -                     |

### Langues
L'indonésien, langue véhiculaire de l'Indonésie est largement parlée dans cette région à grande diversité ethnique. Elle est la langue de l'administration, de l'éducation, des médias et de la communication entre les différents groupes ethniques en Indonésie.  
Parmi les langues vernaculaires, les langues batak sont les plus parlées à Sumatra du Nord. Le malais est parlé sur la côte est de Sumatra et le nias sur l'île Nias et quelques autres petites îles. Certains javanais parlent encore javanais mais la plupart d'entre eux utilisent désormais l'indonésien. 
Au recensement de 2010, 95,64% des habitants de la province savaient parler indonésien et 55,56% le parlaient à la maison. 

### Religions

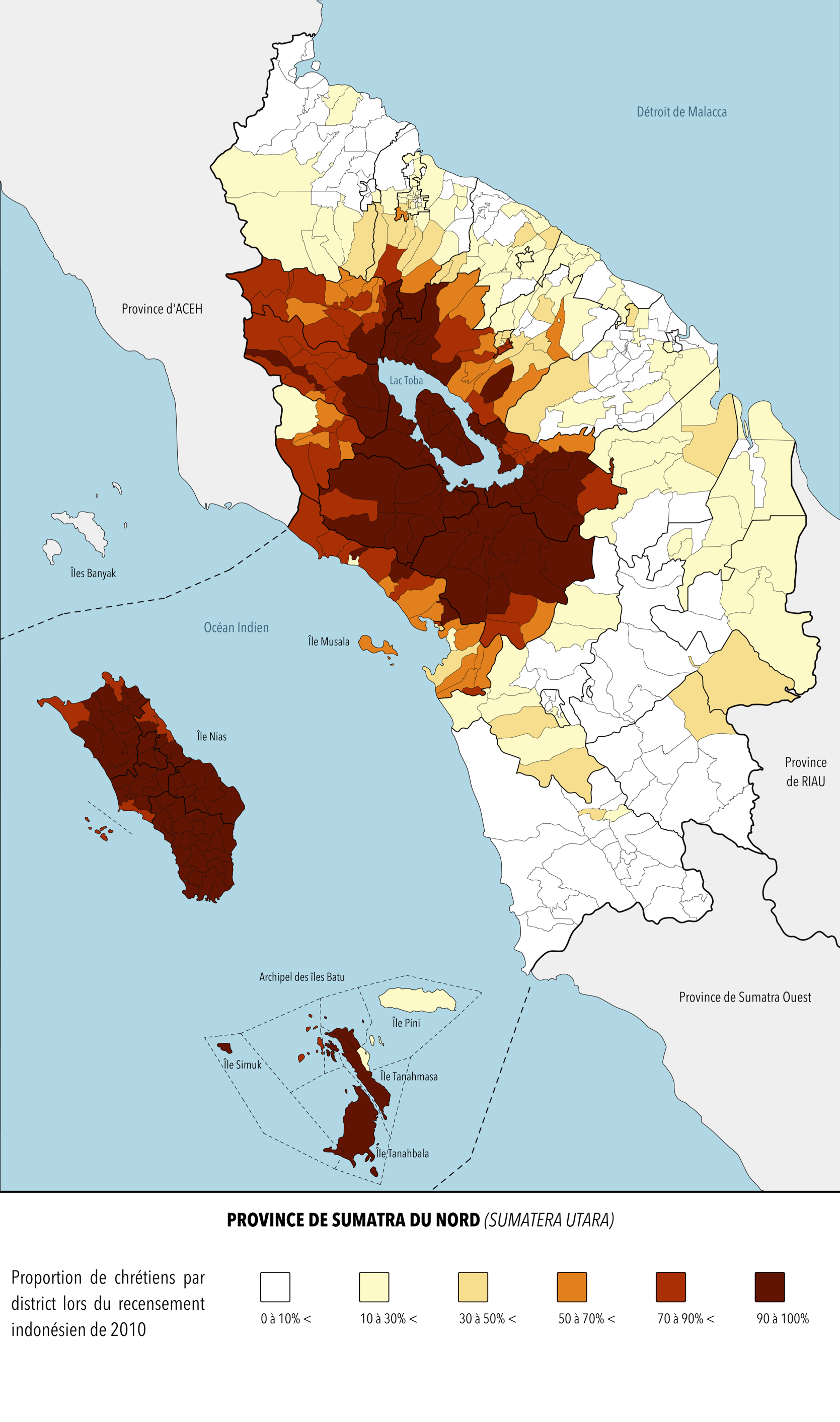
Proportion de chrétiens par district lors du recensement de 2010.

L'islam est la religion majoritaire de la province (66,99%). Les musulmans de Sumatra du Nord sont principalement sunnites de rite chaféite. Avec près de 4,8 millions de chrétiens (30,65%), Sumatra du Nord est la province qui compte la plus importante communauté chrétienne de l'ile de Sumatra et la plus grande communauté protestante d'Indonésie. Une petite communauté bouddhiste y est également présente.
Près de la moitié des bataks est chrétienne et l'autre moitié est musulmane. Les bataks chrétiens sont principalement répartis autour du lac Toba et sur la côte ouest. La grande majorité des javanais, et la quasi-totalité des malais, minangkabaus et acehnais sont musulmans. Les nias, qui habitent notamment sur les iles Nias et Batu, sont majoritairement chrétiens. Les chinois, quant à eux, sont équitablement répartis entre le christianisme et le bouddhisme. Ils habitent principalement dans les grands centres urbains.

#### Statistiques
| Religion         | Population | %       |
| ---------------- | ---------- | ------- |
| Islam            | 10 477 882 | 66,99 % |
| Christianisme    | 4 793 496  | 30,65 % |
| └ Protestantisme | 4 126 662  | 26,38 % |
| └ Catholicisme   | 666 834    | 4,26 %  |
| Bouddhisme       | 347 752    | 2,22 %  |
| Hindouisme       | 15 898     | 0,10 %  |
| Autres           | 5 760      | 0,04 %  |
| Total            | 15 640 788 | 100 %   |

## Culture ettourisme
On a trouvé des vestiges de temples à Lubuk Layang, à Pidoli, à Padang Bolak et dans la région de Baruman.
À Padang Bolak, à quelque 200 km au sud de Medan, se trouve le temple de Portibi, un ensemble de 25 sanctuaires datant du Xe au XIVe siècle, dédié à Shiva Bhairava.